# Primera FEB 2024-2025
La Primera FEB 2024-2025 è stata la 69ª edizione della seconda divisione spagnola di pallacanestro maschile. La 1ª edizione con il nome Primera FEB.

## Squadre partecipanti
| Squadra                   | Città                  | Regione             |
| ------------------------- | ---------------------- | ------------------- |
| Alimerka Oviedo           | Oviedo                 | Asturie             |
| Amics Castelló            | Castellón de la Plana  | Comunità Valenciana |
| UEMC Real Valladolid      | Valladolid             | Castiglia e León    |
| HLA Alicante              | Alicante               | Comunità Valenciana |
| Movistar Estudiantes      | Madrid                 | Madrid              |
| Inveready Gipuzkoa        | San Sebastián          | Paesi Baschi        |
| Silbö San Pablo Burgos    | Burgos                 | Castiglia e León    |
| Grupo Alega Cantabria     | Torrelavega            | Cantabria           |
| Aircargobooking Ourense   | Ourense                | Galizia             |
| Real Betis Siviglia       | Siviglia               | Andalusia           |
| Flexicar Fuenlabrada      | Fuenlabrada            | Madrid              |
| Grupo Ureta Tizona Burgos | Burgos                 | Castiglia e León    |
| Hestia Menorca            | Mahón                  | Baleari             |
| Monbus Obradoiro          | Santiago di Compostela | Galizia             |
| Súper Agropal Palencia    | Palencia               | Castiglia e León    |
| ODILO Cartagena           | Cartagena              | Murcia              |
| Caja Rural Zamora         | Zamora                 | Castiglia e León    |
| Naturavia Morón           | Morón de la Frontera   | Andalusia           |

## Stagione regolare
| #  | Teams                     | P  | V  | P  | PF   | PS   | Pt | SD        | Qualificate               |
| -- | ------------------------- | -- | -- | -- | ---- | ---- | -- | --------- | ------------------------- |
| 1  | Silbö San Pablo Burgos    | 34 | 32 | 2  | 3011 | 2530 | 66 |           | Promosso in Liga ACB      |
| 2  | Flexicar Fuenlabrada      | 34 | 27 | 7  | 2871 | 2595 | 61 |           | Playoff                   |
| 3  | Movistar Estudiantes      | 34 | 26 | 8  | 2710 | 2546 | 60 | 1-1 (+0)  | Playoff                   |
| 4  | Real Betis Siviglia       | 34 | 26 | 8  | 2838 | 2529 | 60 | 1-1 (+0)  | Playoff                   |
| 5  | Monbus Obradoiro          | 34 | 23 | 11 | 2787 | 2527 | 57 |           | Playoff                   |
| 6  | Súper Agropal Palencia    | 34 | 22 | 12 | 2959 | 2737 | 56 |           | Playoff                   |
| 7  | ODILO Cartagena           | 34 | 16 | 18 | 2627 | 2840 | 50 | 2-0       | Playoff                   |
| 8  | Inveready Gipuzkoa        | 34 | 16 | 18 | 2667 | 2683 | 50 | 0-2       | Playoff                   |
| 9  | Grupo Ureta Tizona Burgos | 34 | 15 | 19 | 2987 | 3064 | 49 |           | Playoff                   |
| 10 | Alimerka Oviedo           | 34 | 14 | 20 | 2673 | 2720 | 48 | 1-1 (+6)  |                           |
| 11 | Aircargobooking Ourense   | 34 | 14 | 20 | 2796 | 2843 | 48 | 1-1 (-6)  |                           |
| 12 | Grupo Alega Cantabria     | 34 | 13 | 21 | 2598 | 2811 | 47 | 3-1       |                           |
| 13 | HLA Alicante              | 34 | 13 | 21 | 2685 | 2696 | 47 | 2-2       |                           |
| 14 | Caja Rural Zamora         | 34 | 13 | 21 | 2674 | 2791 | 47 | 1-3       |                           |
| 15 | Hestia Menorca            | 34 | 11 | 23 | 2514 | 2660 | 45 | 1-1 (+10) |                           |
| 16 | UEMC Real Valladolid      | 34 | 11 | 23 | 2658 | 2909 | 45 | 1-1 (-10) | Retrocesse in Segunda FEB |
| 17 | Amics Castelló            | 34 | 10 | 24 | 2719 | 3014 | 44 |           | Retrocesse in Segunda FEB |
| 18 | Naturavia Morón           | 34 | 4  | 30 | 2430 | 2805 | 38 |           | Retrocesse in Segunda FEB |

## Playoffs
|  | Quarti di finale | Quarti di finale | Quarti di finale | Quarti di finale | Quarti di finale | Quarti di finale | Quarti di finale |  |  | Semifinali | Semifinali  | Semifinali  | Semifinali  | Semifinali  | Semifinali  | Semifinali |            |    | Finale | Finale      | Finale      | Finale      | Finale      | Finale      | Finale |  |
|  |                  |                  |                  |                  |                  |                  |                  |  |  |            |             |             |             |             |             |            |            |    |        |             |             |             |             |             |        |  |
|  | 2                | Fuenlabrada      | Fuenlabrada      | Fuenlabrada      | 92               | 83               | 90               |  |  |            |             |             |             |             |             |            |            |    |        |             |             |             |             |             |        |  |
|  | 9                | Tizona Burgos    | Tizona Burgos    | Tizona Burgos    | 62               | 70               | 79               |  |  | 2          | Fuenlabrada | Fuenlabrada | Fuenlabrada | Fuenlabrada | Fuenlabrada | 75         |            |    |        |             |             |             |             |             |        |  |
|  | 5                | Obradoiro        | Obradoiro        | 87               | 72               | 94               | 83               |  |  | 6          | Palencia    | Palencia    | Palencia    | Palencia    | Palencia    | 73         |            |    |        |             |             |             |             |             |        |  |
|  | 6                | Palencia         | Palencia         | 83               | 85               | 101              | 92               |  |  |            |             |             |             |             |             |            |            |    | 2      | Fuenlabrada | Fuenlabrada | Fuenlabrada | Fuenlabrada | Fuenlabrada | 92     |  |
|  | 3                | Estudiantes      | Estudiantes      | Estudiantes      | 83               | 86               | 72               |  |  |            |             | 4           | Real Betis  | Real Betis  | Real Betis  | Real Betis | Real Betis | 97 |        |             |             |             |             |             |        |  |
|  | 8                | San Sebastián    | San Sebastián    | San Sebastián    | 71               | 84               | 68               |  |  | 3          | Estudiantes | Estudiantes | Estudiantes | Estudiantes | Estudiantes | 82         |            |    |        |             |             |             |             |             |        |  |
|  | 4                | Real Betis       | 95               | 77               | 83               | 88               | 87               |  |  | 4          | Real Betis  | Real Betis  | Real Betis  | Real Betis  | Real Betis  | 86         |            |    |        |             |             |             |             |             |        |  |
|  | 7                | CB Cartagena     | 94               | 85               | 87               | 80               | 68               |  |  |            |             |             |             |             |             |            |            |    |        |             |             |             |             |             |        |  |

## Verdetti
- Promozioni in Liga ACB: Silbö San Pablo Burgos e Real Betis Siviglia
- Retrocessioni in Segunda FEB: UEMC Real Valladolid, Amics Castelló e Naturavia Morón